# Lech Kozioł
Lech Józef Kozioł (ur. 21 kwietnia 1939 w Ruszowie, zm. 2 listopada 2016 w Łomży) – polski prawnik, adwokat, senator I kadencji.

## Życiorys
Ukończył w 1962 studia prawnicze na Uniwersytecie Marii Curie-Skłodowskiej. Uzyskał uprawnienia radcy prawnego, a następnie adwokata, podejmując pracę w tych zawodach. Od 1991 prowadził własną kancelarię w Łomży.
W latach 1963–1981 należał do Polskiej Zjednoczonej Partii Robotniczej. Na początku lat 80. zaangażował się w działalność „Solidarności”. W stanie wojennym został internowany na okres od 21 grudnia 1981 do 4 lutego 1982. Decyzję o jego zatrzymaniu podjęto po procesie karnym innego z działaczy opozycji, w którym występował jako jego obrońca.
Od 1989 do 1991 z ramienia Komitetu Obywatelskiego zasiadał w Senacie I kadencji, reprezentując województwo łomżyńskie. Przewodniczył Komisji Regulaminowej i Spraw Senatorskich. Reprezentował izbę wyższą w Krajowej Radzie Sądownictwa. Nie ubiegał się o reelekcję.
W 2011 otrzymał Złoty Krzyż Zasługi. Był żonaty z Zofią, także adwokatem (zm. 2010). Pochowany w Łomży.
Był bratem poetki Urszuli Kozioł i wokalisty grupy VOX Andrzeja Kozioła.